# Cubozoa
Sứa hộp (lớp Cubozoa) là những động vật không xương sống thuộc ngành Thích ty bào được phân biệt bởi medusae hình khối lập phương của chúng. Một số loài sứa hộp sở hữu nọc độc cực mạnh: Chironex fleckeri, Carukia barnesi và Malo kingi. Bị chích bởi những loài này và một vài loài khác trong lớp này là vô cùng đau đớn và có thể gây tử vong cho con người. Chúng là những sinh vật độc nhất trên thế giới.

## Phân loại
Đến năm 2007, ít nhất 36 loài sứa hộp đã được biết đến. Có những nhóm tạo thành hai bộ và bảy họ. Một số loài mới được mô tả từ đó, và có khả năng loài chưa được mô tả vẫn còn.
Lớp Cubozoa
- Bộ Carybdeida
  - Họ Alatinidae
  - Họ Carukiidae
  - Họ Carybdeidae
  - Họ Tamoyidae
  - Họ Tripedaliidae
- Bộ Chirodropida
  - Họ Chirodropidae
  - Họ Chiropsalmidae